# Степанов, Александр Иванович (футболист)
Александр Иванович Степанов (4 марта 1935, Калининская область, СССР) — советский футболист, защитник.
Карьеру начал в армейской команде Одессы в 1956 году. В 1957 году перешёл в ленинградский «Зенит». В первые два года провёл в основном составе один матч — 15 октября 1958 в последнем матче сезона вышел на замену. В 1959—1960 годах сыграл ещё 35 матчей. Позже играл в «Даугаве» Рига (1962) и «Динамо» Ленинград (1963—1965)